# الخريط

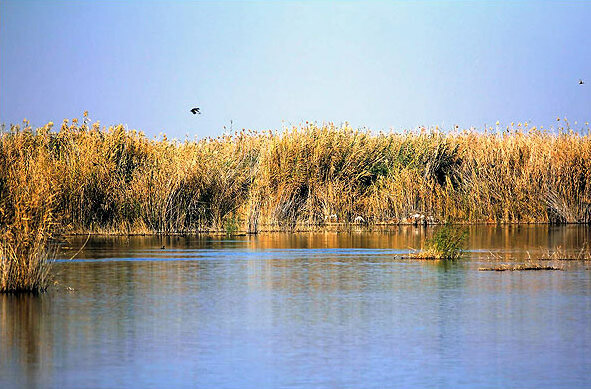
نبات البردي الذي تستخرج منه المادة الصفراء المستخدمة في صنع الخرّيط

الخرّيط أو خرّيط البردي هي حلوى عراقية، تعود تسميتها إلى 4000 عام، سميّت بالخرّيط نسبة إلى طريقة صناعتها التي تعتمد على خرط – استخراج - المادة الصفراء التي تشبه الطحين. وهي مادة غذائية، ودوائية تستخلص من نبات البردي الذي ينبُت وسط مياه الأهوار، وتُستخدم هذه المادة النادرة في معالجة الكثير من الأمراض، من أبرزها القولون. وينفرد بصناعة الخريط أبناء أهوار العراق في جنوب العراق عن غيرهم.

## تحضيره
يقول الباحث حطاب ادهيم الفيصلي: إن (الخرّيط) مادة صفراء اللون ذات رائحة طيبة، وطعم حلو، وتنتج من نبات البردي، وهي مادة موسمية عادة ما تكون قصيرة المدة لأنها تتطاير بسبب الرياح التي تهب في فصل الربيع، لذلك فهي غالية الثمن. ويضيف: إن عملية صناعة هذه المادة تتلخص بجمعها بواسطة الأواني وتوضع تحت حرارة الشمس كي تجف لفترة، بعدها تتم عملية فصل المادة البودرية الصفراء من المواد الأخرى بواسطة تصفيتها بأقمشة خفيفة /كلة/ وتوضع المادة الصفراء في قدر يحتوي على ماء قليل يشد في وسطه بقطعة قماش تكون أعلى من مستوى الماء بقليل. ويتابع: توضع المادة الصفراء (المسحوق) على قطعة القماش ويحكم ربطها جيدا وتترك على النار لفترة تتجاوز النصف ساعة، فتتم العملية النهائية بواسطة البخار المنبعث من المادة داخل القدر، بعدها تترك لتبرد وتكون على شكل دائري، وبعدها يتم تكسيرها وبيعها في الأسواق.
الخريط عبارة عن حبوب لقاح مُستخرجة من نبات مثل الكاتيلا (Cattail Pollen) المعروف بالبوط خلال موسم التلقيح في أوائل الصيف، تبدو السنابل الذكرية صفراء ذهبية اللون ومحملة بحبوب اللقاح. وبعد أن تطلق حبوب اللقاح، تتساقط الأزهار، تاركة وراءها سنبلة عارية.
إن (الخرّيط) عبارة عن حلوى تصنع من المادة السيليلوزية الموجودة في عيدان البردي، وهي حلوى ينتظرها الأطفال والكبار على حد سواء بشكل موسمي. وأثبتت الدراسات أن لهذه المادة فوائد غذائية ودوائية، فهي تعالج أمراض القولون وتسهم في خفض ضغط الدم وتقليل نسبة الكوليسترول، وكذلك تعمل على تقوية البصر والعظام والأسنان لدى الأطفال وتعالج قرحة المعدة وحالات الإسهال و المغص المعوي.
ويؤكد العلاق: أن لمسحوق (الخرّيط) فوائد طبية لمعالجة الجروح، فبمجرد وضع المسحوق على الجرح يتوقف النزف ويتخثر الدم، ويقطع الرعاف ويذر على الجرح الطري فيدمله ويمنع القروح الخبيثة. جاء في الصحيحين من حديث سهل بن سعد أن النبي محمد (ص) جُرح يوم أُحد في وجهه وكسرت رباعيته وهشمت البيضة على رأسه، وكانت فاطمة بنت رسول الله تغسل الدم، فيما كان علي بن أبي طالب يسكب عليها بالمجن، فلما رأت فاطمة الدم لا يزيد إلا كثرة، أخذت قطعة من حصير البردي فأحرقتها حتى إذا صارت رمادا ألصقته على الجرح فاستمسك الدم. ويصف الباحث جاسب المرسومي، البردي بقوله: هو نبات مائي قديم من نباتات المياه المعمرة من الفصيلة البوصية ( Typhaceae ) تنبت في مواقع المياه كنقاط تصريف المياه المعالجة، وهي تنبت كشجرة الموز بساق عريضة بسمك يصل إلى ثلاثة سنتيمترات وارتفاع يصل إلى المترين.
ويشير إلى: إن الأوراق بطول 70 سم وعرض 4 - 6 سم، فيما تظهر الأزهار في أعلى الساق، وهي حول ساق بشكل أسطواني بطول يصل 60 إلى سم. ويزهر البردي نهاية الربيع ودخول الصيف.

## نبات البردي
نبات البردي ينتشر في المسطحات المائية، وعلى شواطئ البحار، والسبخات في كل من الكويت، والعراق، وإيران، وأوروبا الوسطى وآسيا الوسطى، و أوروبا المطلة على المحيط الأطلسي، وكذلك في دول حوض البحر الأبيض المتوسط، والبلقان وآسيا الصغرى وأرمينيا وأمريكا الشمالية، وجزر الكناري وأستراليا .ويذكر المرسومي: إن المصريين القدماء أول من استخدم نبات البردي في صنع صحائف يكتبون عليها، بينما استخدموا أزهاره الداكنة في صنع أوراق الزينة، ويعتقد البعض أن أم موسى عليه السلام استخدمت البردي في صنع صندوقها الذي وضعت فيه وليدها وألقته في اليم استجابة لأمر الله تعالى، كما إن هناك برديات فرعونية مشهورة سجلت عليها وصفات للطب المصري القديم. واستخدم البردي في الصناعات الورقية وكانت تجمع من مناطق الأهوار كميات كبيرة منه لعمل العجينة الورقية بعد أن شحت المادة الأولية لصنع. العجينة الورقية كما تصنع من البردي ألواح خشبية (البردي المضغوط) لاستخدامها في صناعة البيوت الجاهزة والأكشاك والمجمعات السكنية في بعض المدن بعد أن تطورت صناعة البيوت الخشبية الجاهزة، ولنبات البردي استخدامات أخرى بالإضافة إلى تصنيع الورق، إذ استخدم في صنع القوارب وذلك بربط حزم السيقان، كما صنعت منه الحبال والحصير والسلال والأحذية والثياب فضلاً عن استخدامه في صناعة الأكواخ بعد ربطه مع القصب.